# Mira Sorvino
Mira Sorvino (ur. 28 września 1967 w Tenafly) – amerykańska aktorka filmowa i telewizyjna. Laureatka Oscara za drugoplanową rolę w filmie Woody’ego Allena Jej wysokość Afrodyta (1995).

## Życiorys
Początkowo nie miała zajmować się aktorstwem, co było także zgodne z wolą jej ojca, który nie chciał tego typu kariery dla swoich dzieci. Skończyła Harvard, specjalizując się w problematyce Azji południowo-wschodniej. Rok spędziła w Chinach. W związku ze swoim profilem studiów nauczyła się chińskiego; zna także francuski.
Później zajęła się karierą w filmie. Początkowo pracowała przede wszystkim na różnych stanowiskach w ekipach filmowych, po pewnym czasie dostała jednak role filmowe. Po pozytywnych recenzjach „wypłynęła na szersze wody”.
Przełomem w karierze aktorskiej Miry Sorvino była rola w filmie Woody’ego Allena Jej wysokość Afrodyta z 1995 roku, za którą dostała Oscara w kategorii najlepsza aktorka drugoplanowa. Następne większe role to Romy i Michelle na zjeździe absolwentów z Lisą Kudrow czy Dotyk miłości z Valem Kilmerem.
Zasiadała w jury konkursu głównego na 50. MFF w Cannes (1997) oraz w jury sekcji "Cinéfondation" na 53. MFF w Cannes (2000).
Jest córką aktora Paula Sorvino. 11 czerwca 2004 poślubiła Christophera Backusa. Mają czworo dzieci – córkę Matteę Angel (ur. 3 listopada 2004), dwóch synów: Johna Christophera Kinga (ur. 29 maja 2006) i Holdena Paula Terry’ego (ur. 22 czerwca 2009) oraz córkę Lucię (ur. 4 maja 2012)

## Filmografia

### Filmy fabularne
- 2023: Sound of Freedom. Dźwięk wolności (Sound of Freedom) jako Katherine Ballard
- 2014: Siostry (Perfect Sisters) jako Linda
- 2012: Trade of Innocents jako Claire Becker
- 2012: The Class Project jako Linda
- 2010: Theo jako Monica
- 2010: The Trouble with Cali jako Mistrzyni
- 2011: Jeremy Fink and the Meaning of Life jako Elaine
- 2011: Union Square jako Lucy
- 2011: Angels Crest
- 2010: The Presence jako kobieta
- 2010: Multiple Sarcasms jako Cari
- 2010: Smitty jako Amanda
- 2009: The Presence jako kobieta
- 2009: Like Dandelion Dust jako Wendy Porter
- 2009: Multiple Sarcasms jako Cari
- 2009: Leningrad jako Kate Davis
- 2007: Droga do przebaczenia (Reservation Road) jako Ruth Wheldon
- 2006: Program Hades (Covert One: The Hades Factor) jako Rachel Russel
- 2005: Dziewczyny z przemytu (Human Trafficking) jako agentka FBI Kate Morozov
- 2004: Wersja ostateczna (The Final Cut) jako Delila
- 2003: Generałowie (Gods and Generals) jako Fanny Chamberlain
- 2002: Pośród obcych (Between Strangers) jako Natalia Bauer
- 2002: Kłopoty na zamówienie (Wisegirls) jako Meghan
- 2002: Wielki Tydzień (Semana Santa) jako Maria Delgado
- 2001: Massive Attack: Eleven Promos jako Czarnowłosa „Femme Fatale”
- 2001: Triumf miłości (The Triumph of Love) jako księżniczka
- 2001: Szara strefa (The Grey Zone) jako Dina
- 2000: Wielki Gatsby (The Great Gatsby) jako Daisy Buchanan
- 1999: Mordercze lato (Summer of Sam) jako Dionna
- 1999: Dotyk miłości (At First Sight) jako Amy Benic
- 1998: Zabójczy układ (The Replacement Killers) jako Meg Coburn
- 1998: Łatwa forsa (Free Money) jako agentka Karen Polarski
- 1998: Lulu na moście (Lulu on the Bridge) jako Celia Burns
- 1998: Too Tired To Die jako Śmierć / Jean
- 1997: Mutant (Mimic) jako Susan Tyler
- 1997: Romy i Michele na zjeździe absolwentów (Romy and Michele's High School Reunion) jako Romy White
- 1996: Gorzka nicość (Sweet Nothing) jako Monika
- 1996: Opowieści erotyczne (Tales of Erotica) jako Monika
- 1996: Tarantella jako Diane
- 1996: Piękne dziewczyny (Beautiful Girls) jako Sharon Cassidy
- 1996: Norma Jean & Marilyn jako Marilyn Monroe
- 1996: Jake's Women jako Julie
- 1995: Jej wysokość Afrodyta (Mighty Aphrodite) jako Linda Ash
- 1995: Brooklyn Boogie (Blue in the Face) jako młoda kobieta
- 1994: The Dutch Master jako Teresa
- 1994: Quiz Show jako Sandra Goodwin
- 1994: Barcelona jako Marta Ferrer
- 1994: The Second Greatest Story Ever Told jako Mary Weinstein
- 1994: Test prawdy (Parallel Lives) jako Matty Derosa
- 1993: Glina z Nowego Jorku (Nyû Yôku no koppu) jako Maria
- 1993: Wśród przyjaciół (Amongst Friends) jako Laura
- 1993: The Obit Writer
- 1985: Substancja (The Stuff) jako pracownica fabryki (niewymieniona w czołówce)

### Seriale telewizyjne
- 2009: Ostatni templariusz (The Last Templar) jako Tess Chaykin
- 2008: Dr House (House M.D.) jako dr Cate Milton
- 2003: Will & Grace jako Diane
- 1995: Zdobywcy (The Buccaneers) jako Conchita Closson
- 1992: Swans Crossing jako Sophia Eva McCormick Decastro
- 1991: The Guiding Light jako Julie Camalletti

### Producent
- 2009: The Presence (producent wykonawczy)
- 2000: Famous (producent)

## Nagrody
- Nagroda Akademii Filmowej Najlepsza aktorka drugoplanowa: 1996 Jej wysokość Afrodyta
- Złoty Glob Najlepsza aktorka drugoplanowa: 1996 Jej wysokość Afrodyta